# Lycoriella longihamata
Lycoriella longihamata är en tvåvingeart som beskrevs av Yang, Zhang och Yang 1998. Lycoriella longihamata ingår i släktet Lycoriella och familjen sorgmyggor.
Artens utbredningsområde är Zhejiang (Kina). Inga underarter finns listade i Catalogue of Life.